# Wohnrecht
Als Wohnrecht, in Deutschland auch Wohnungsrecht, in Österreich auch Wohnungsgebrauchsrecht, bezeichnet man die Befugnis, ein Gebäude oder Teile eines Gebäudes unter Ausschluss des Eigentümers als Wohnung zu benutzen (eine Form eines Gebrauchsrechts).

## Römisches Recht
Bereits im klassischen Römischen Recht wird das Gebrauchsrecht (usus) als höchstpersönliches Nutzungsrecht und als „Abspaltung“ des Nießbrauchs (usus fructus) gesehen, weshalb die Regeln des Nießbrauchs auch auf das Gebrauchsrecht anzuwenden seien und diesem Vorbild folgen (servitutes personae).

## Deutschland
In Deutschland ist das Wohnungsrecht in § 1093 BGB geregelt. Dieses Wohnungsrecht ist nicht zu verwechseln mit dem (Dauer-)Wohnrecht nach §§ 31 ff. Wohnungseigentumsgesetz.

## Österreich
Wohnrecht ist in Österreich ein Sammelbegriff für verschiedene Bereiche des Privatrechts und des Öffentlichen Rechts. Er bezeichnet die Menge aller Rechtsnormen, die Fragen des Wohnens regeln.
Zu diesen zählen in Österreich das Wohnungseigentumsrecht, das Mietrecht, das Immobiliensteuerrecht sowie das Verfahrensrecht in Bestandsachen. Dogmatisch sind all diese Gebiete meistens jeweils unterschiedlichen Bereichen (Zivilrecht/Sachenrecht, Zivilrecht/Schuldrecht, Steuerrecht usw.) zugeordnet, was sich auch in den Orten der gesetzlichen Regelung (in Österreich: ABGB, WEG, MRG usw.) widerspiegelt.
Von hoher Bedeutung für die Praxis sind vor allem Fragen des Mietrechts, das stets um eine Ausgleich bemüht ist zwischen den berechtigten Interessen des Vermieters, der die Kosten des Erwerbs und der Erhaltung trägt, und dem oft sozial schwächeren Mieter, der vor unangemessenem Mietzins und ungerechtfertigter Kündigung geschützt werden soll.
Das österreichische ABGB unterscheidet das Wohnungsrecht (Habitatio) zudem noch in Wohnungs-Gebrauchsrecht und dem Wohnungs-Fruchtgenussrecht.

## Schweiz
Das Wohnrecht des schweizerischen Rechts ist eine Personaldienstbarkeit. Das Wohnrecht verleiht dem Wohnberechtigten (nur eine natürliche Person) die Befugnis, in einem Gebäude oder in einem Teil davon Wohnung zu nehmen; es ist unübertragbar, unvererblich und unpfändbar (Art. 776 Abs. 2 ZGB). Das Wohnrecht kann lebzeitig (zumeist als gemischte Schenkung) oder letztwillig (als sog. Wohnrechtsvermächtnis) eingeräumt werden.
Das Wohnrecht endet mit dem Ablauf der vereinbarten Gültigkeitsdauer, mit dem Verzicht oder dem Tod des Wohnberechtigten.
Die Ausübung des Wohnrechtes wickelt sich – sofern nicht etwas anderes vereinbart ist – unentgeltlich ab; es ist als kein monatlicher Zins zu bezahlen.
Je nach finanzieller Situation des belasteten Grundeigentümers kann die Wohnrechtseinräumung auch zu einer Gläubigerbegünstigung führen, die mittels konkursrechtlicher Pauliana geltend gemacht werden kann (Art. 286 Abs. 2 Z. 2 SchKG).

## Liechtenstein
Auch in Liechtenstein ist der Begriff Wohnrecht ein Sammelbegriff für verschiedene Bereiche des Privatrechts und des Öffentlichen Rechts. Das Wohnrecht als Gebrauchsrecht ist in Liechtenstein hauptsächlich in den Art. 248 bis 250 Sachenrecht (SR) geregelt. Dieser Teil wurde weitgehend aus dem schweizerischen ZGB rezipiert.
Das Wohnrecht wird in Liechtenstein begründet (Beispiel) durch:
- Wohnrechts-Vereinbarung;
- güterrechtliche Vereinbarung;
- letztwillige Verfügung (§ 662 flABGB);
- Ersitzung;
- gerichtliches Urteil;

und erhält die dingliche Wirkung durch die Eintragung im Grundbuch.